# Courlon-sur-Yonne
Courlon-sur-Yonne là một xã của Pháptọa lạc ở tỉnh Yonne trong vùng Bourgogne. Người dân ở đây trong tiếng Pháp gọi là Courlonnais.

## Hành chính
| Danh sách các thị trưởng               |           |                           |                  |         |
| Giai đoạn                              | Giai đoạn | Tên                       | Đảng             | Tư cách |
| tháng 3 năm 2001                       |           | Jean-Jacques Percheminier | Parti Communiste |         |
| Tất cả các dữ liệu trước đây không rõ. |           |                           |                  |         |

## Thông tin nhân khẩu
| Năm | 1962 | 1968 | 1975 | 1982 | 1990 | 1999 |
| --- | ---- | ---- | ---- | ---- | ---- | ---- |
| Dân số | 677  | 728  | 710  | 720  | 876  | 988  |
| From the year 1962 on: No double counting—residents of multiple communes (e.g. students and military personnel) are counted only once. |      |      |      |      |      |      |